# زغبة سميكة الذيل
زغبة سميكة الذيل (الاسم العلمي: Graphiurus crassicaudatus) (بالإنجليزية: Thick-tailed African Dormouse)‏ هو نوع من الثدييات يتبع جنس الزغبة الأفريقية من فصيلة الزغبات.